# Ербуско
Ербуско (итал. Erbusco) је насеље у Италији у округу Бреша, региону Ломбардија.
Према процени из 2011. у насељу је живело 2860 становника. Насеље се налази на надморској висини од 242 м.

## Становништво
| 1951. | 1961. | 1971. | 1981. | 1991. | 2001. | 2011. |
| ----- | ----- | ----- | ----- | ----- | ----- | ----- |
| 4.423 | 4.772 | 5.079 | 5.882 | 6.376 | 6.840 | 8.286 |